# Karl Gmelich

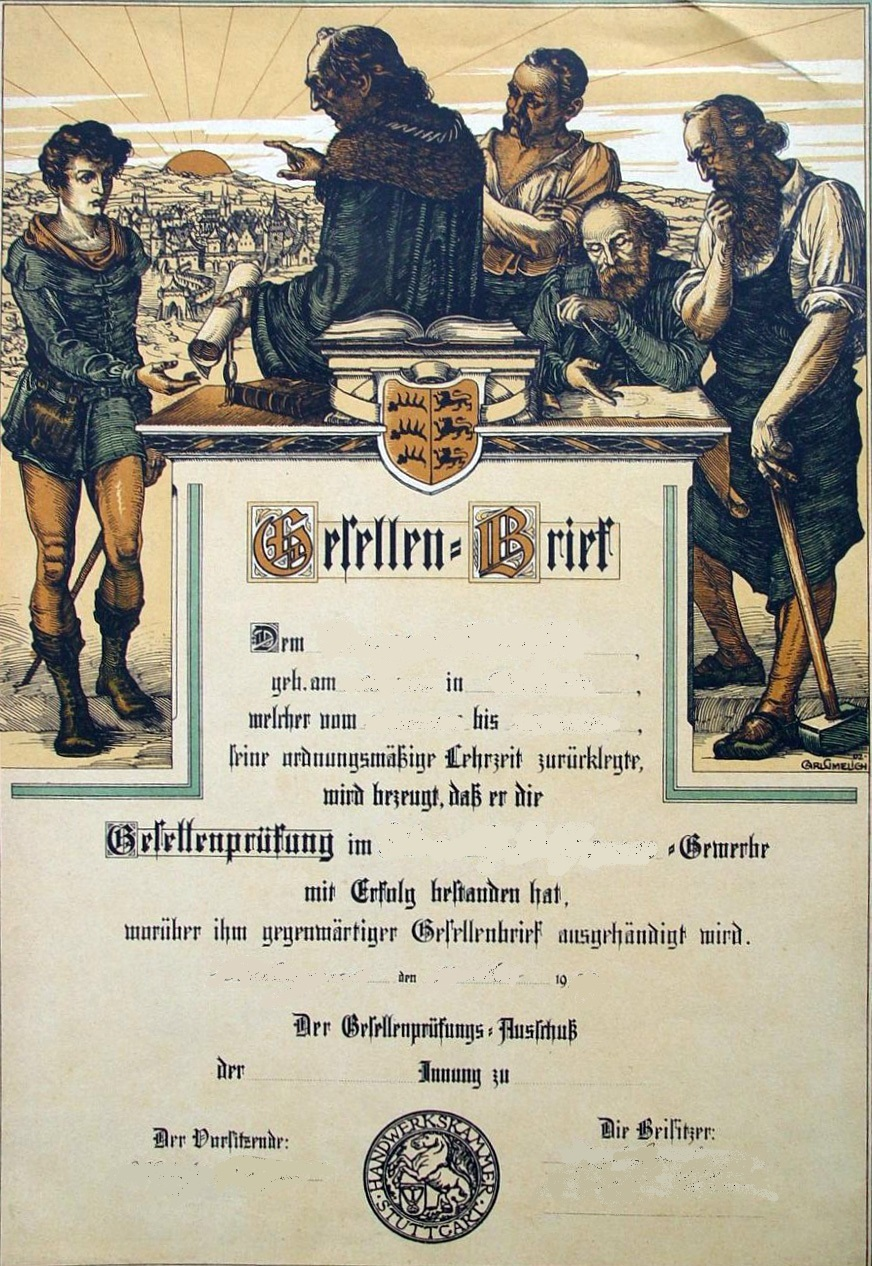
Gesellenbrief der Handwerkskammer Stuttgart, Farblithografie von Karl Gmelich, 1902

Karl Gmelich (* 10. Dezember 1875 in Heilbronn; † 27. August 1955 in Göppingen) war ein deutscher Zeichenlehrer und Kunstpädagoge.

## Werdegang
Gmelich wurde als Sohn eines Kunstschreiners geboren. Nach dem Besuch der Volksschule und Knabenmittelschule in Heilbronn absolvierte er von 1889 an die berufliche Fortbildungsschule und zugleich eine einjährige kunstgewerbliche Ausbildung in einem Heilbronner Atelier. 1892 trat Gmelich als 17-Jähriger in die Stuttgarter Kunstgewerbeschule ein, an der Zeichenlehrer für gewerbliche und höhere Schulen ausgebildet wurden. Nach seiner Diplomierung im Jahr 1896 war Gmelich für kurze Zeit als Entwurfszeichner in Dresden, Düsseldorf und Darmstadt tätig. Nach einem Jahr verschrieb er sich erneut dem Kunststudium: von 1897 bis 1900 besuchte er in Paris die private Académie Colarossi, die vielen ausländischen Studenten erste Kontakte in der internationalen Kunstmetropole der Belle Époque ermöglichte. Dem dreijährigen Aufenthalt in Paris folgte eine kurzzeitige Anstellung als Lehrer an der Kunstgewerbeschule in Darmstadt. Danach betätigte sich Gmelich 1901 und 1902 als freischaffender Gestalter in Darmstadt, das eine Hochburg des  Jugendstils in Deutschland war.
Ende 1902 erhielt Gmelich eine Anstellung als Zeichenlehrer am Realgymnasium in Göppingen. Zu der Stellung hatte ihm vermutlich  Gustav Kolb verholfen, ein ehemaliger Studienkollege von der Stuttgarter Kunstgewerbeschule, der bereits vor der Jahrhundertwende an die Schule gekommen war und in den folgenden Jahren zu einer wichtigen Figur der Kunsterziehungsbewegung in Württemberg wurde. Mit Kolb zusammen publizierte Gmelich schon zu Beginn seiner Göppinger Zeit ein grundlegendes Tafelwerk, das unter dem Titel Von der Pflanze zum Ornament die Aufbruchsstimmung des Jugendstils in den schulischen Zeichenunterricht zu transferieren versuchte. Im Unterschied zu Kolb blieb Gmelich als Reformpädagoge eher im Hintergrund und konzentrierte sich auf seine Lehrtätigkeit in Göppingen. 1925 wurde er zum Studienrat ernannt. Seine Pensionierung im Kriegsjahr 1941 wurde wegen Lehrermangels aufgeschoben und Gmelich bis 1945 weiter zum Schuldienst verpflichtet. Am 27. August 1955 starb Gmelich in Göppingen, ohne offenbar den künstlerischen Ambitionen seiner Jugend ernsthaft nachgetrauert zu haben. Zu seinem 50. Todestag präsentierte das Städtische Museum Göppingen im Storchen vom 7. Juli bis 11. September 2005 die Ausstellung „Carl Gmelich und Gustav Kolb. Zwei Göppinger Künstler und Zeichenlehrer“.